# ウラジーミル・ブルリューク
ウラジーミル・ブルリューク（Wladimir Burliuk、ウクライナ語表記: Володи́мир Дави́дович Бурлю́к、ロシア語表記:Владимир Давидович Бурлюк 、1886年3月27日 - 1917年）はロシアの画家、イラストレーターである。ロシア未来派を代表する画家、ダヴィド・ブルリュークの弟である。第一次世界大戦で32歳で戦死した。

## 略歴
ロシア帝国のハリコフ県(現ウクライナのハルキウ)で、ウクライナに出自を持つ父親と、ベラルーシの先祖を持つ母親の間に生まれた。4歳年上の兄に画家のダヴィド・ブルリュークがいる。
1902年にミュンヘンに移り、ミュンヘン美術院で学び、1903年にアントン・アズベの私立の美術学校で学び始めるが、その年の末、日露戦争に兵士として参加した。その後、1905年からキエフ美術学校、1911年からペンザの美術学校などで修業を続けた。
1907年から1908年の間、モスクワで活動した後、キエフで過ごし、キエフではロシア構成主義の画家、アレクサンドラ・エクステルや前衛画家のミハイル・ラリオーノフと交流した。1909年からはサンクトペテルブルクで活動し、1910年からはモスクワで活動した。1910年にラリオーノフらが組織した「ダイヤのジャック」に参加し、ウラジーミル・タトリンが率いる前衛芸術家のグループ、「ソユーズ・モロディオジ（Soyuz Molodyozhi）」にも参加した。
ミュンヘンの前衛画家との交流もあり、ミュンヘン新芸術家協会や「青騎士」の会員になり、その展覧会に出展した。1910年に詩人のヴェリミール・フレーブニコフと兄とともに「ギレヤ(Ὑλαίης)」というグループを作り活動した。
第一次世界大戦が始まり、1916年に招集され、翌年マケドニアの戦線で戦死した。

## 作品

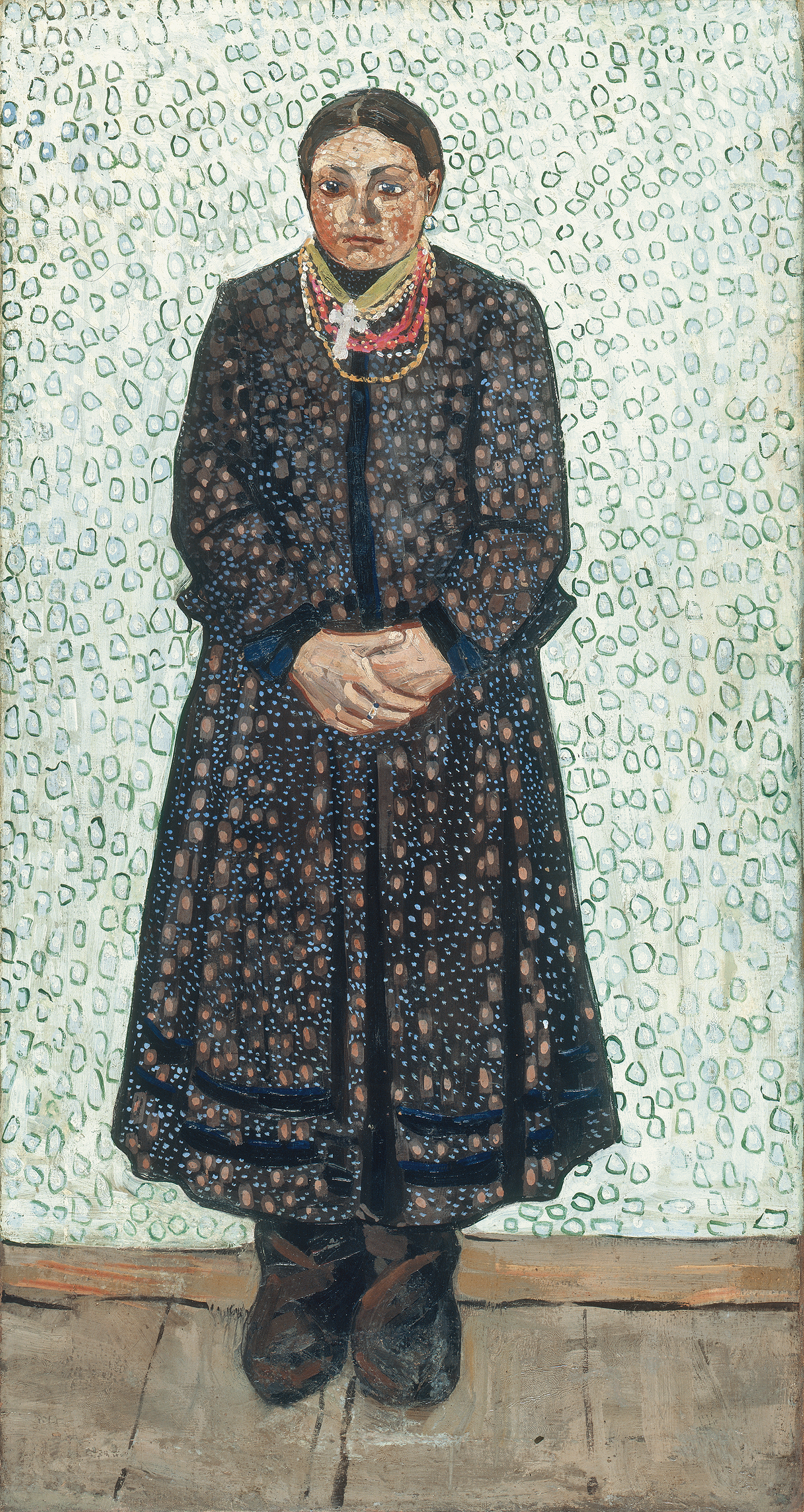
ウクライナの農家の女性 (1910/1911)
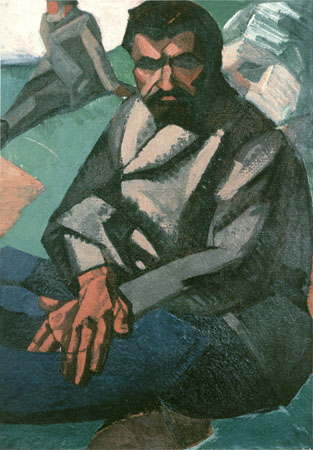
父親の肖像 (1910)
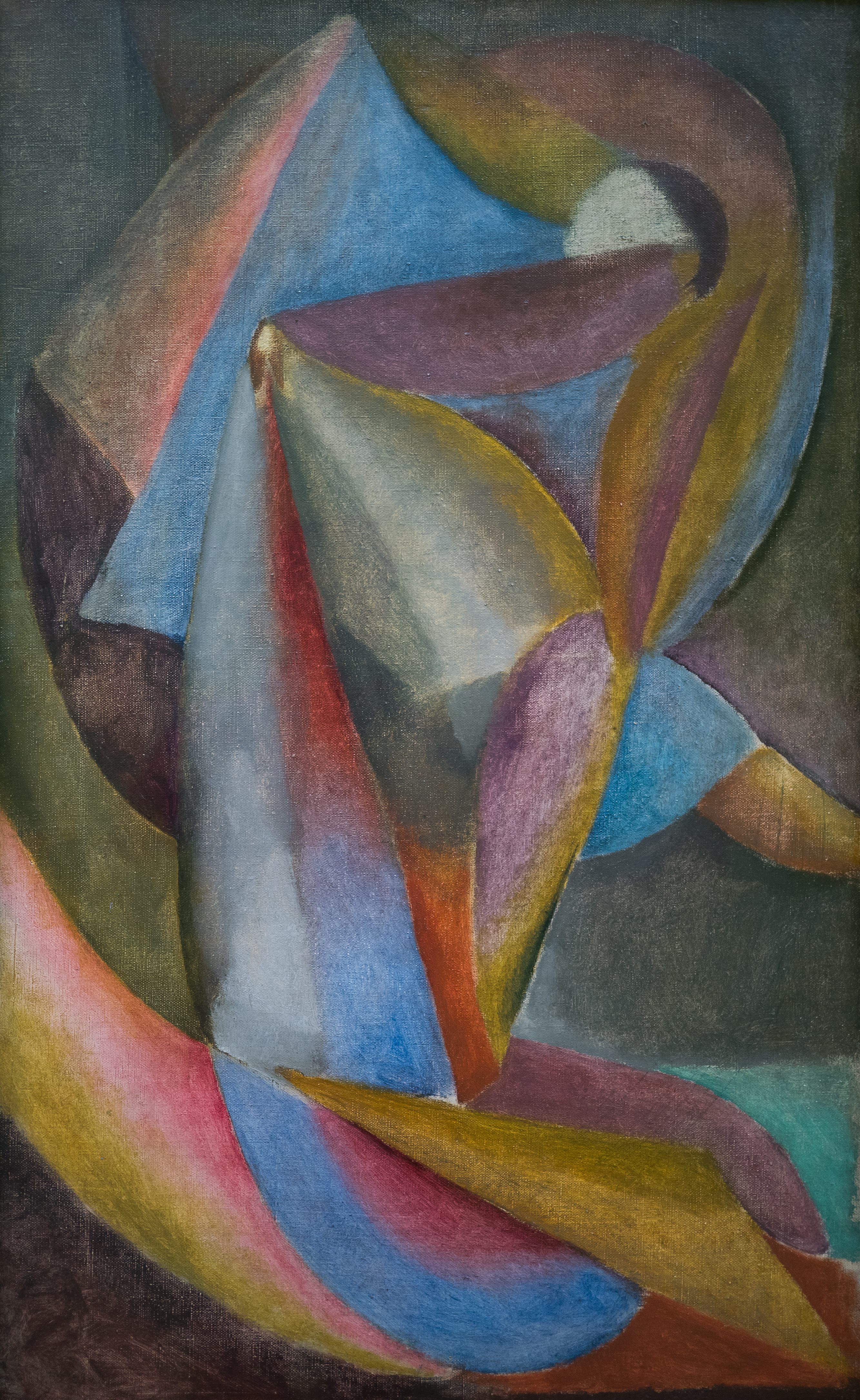
ダンサー (1910)
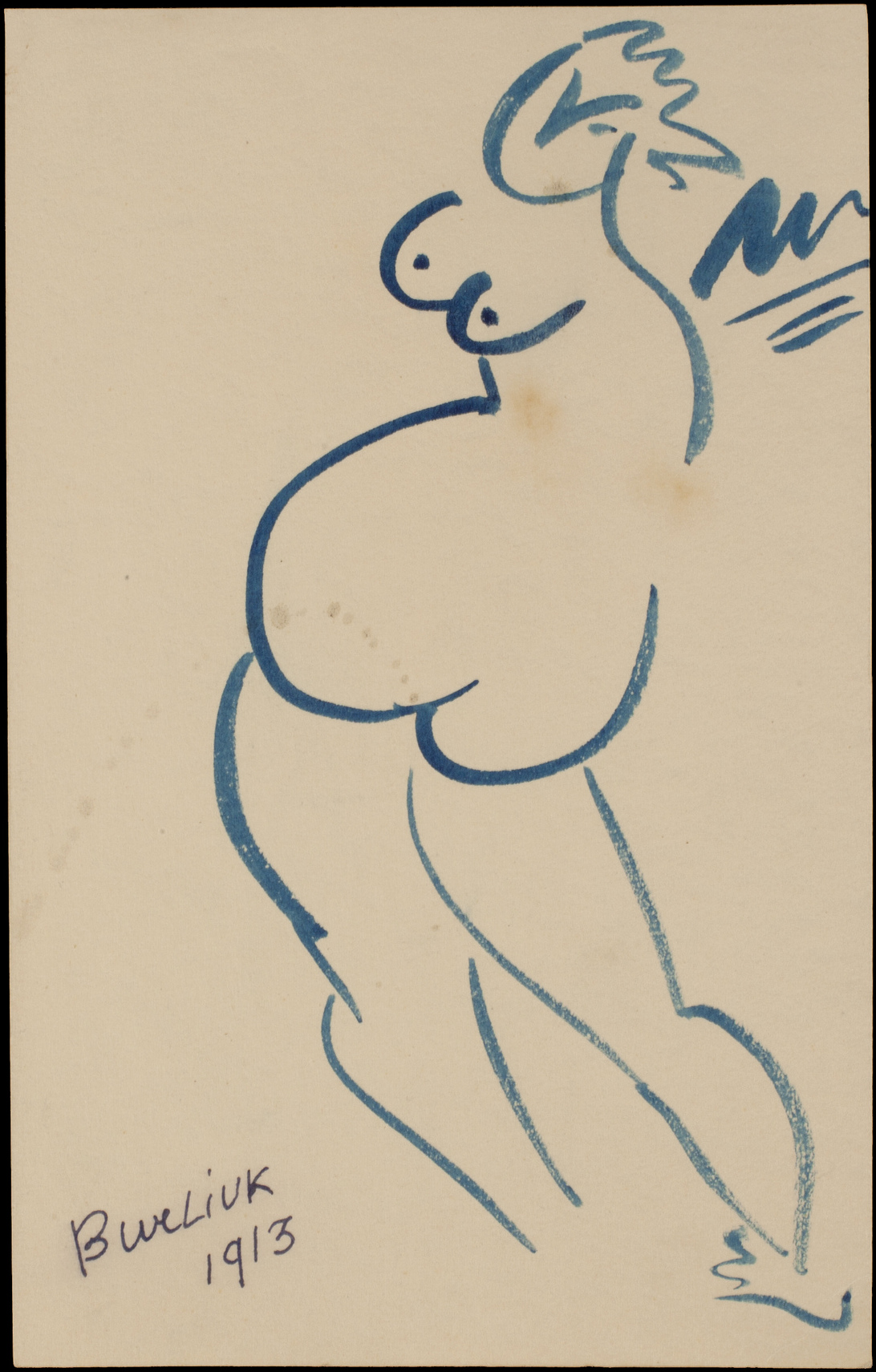
婦人像 (1913)